# 명란

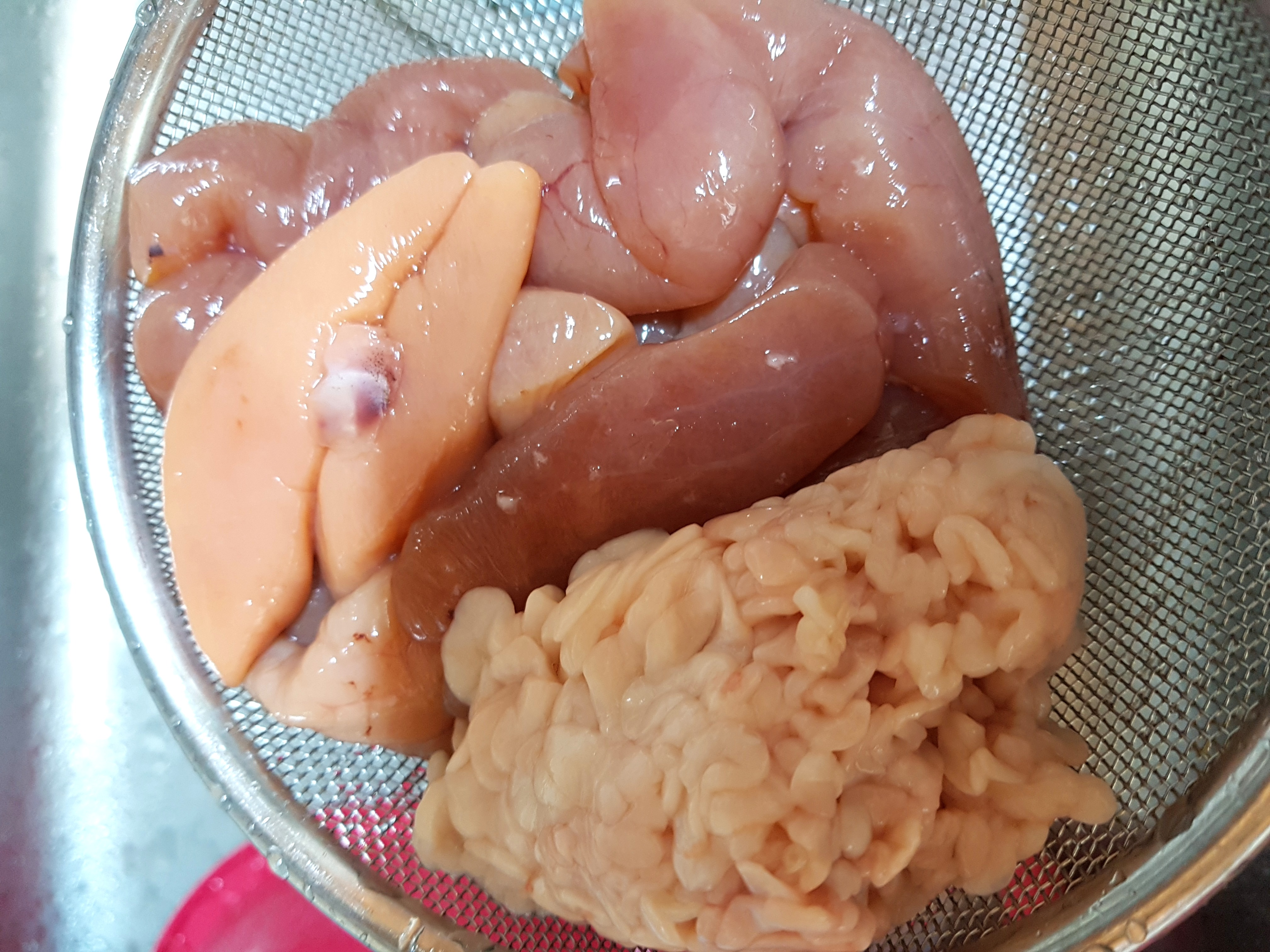
명태 간, 알(명란), 이리

명란(明卵)은 명태의 알이다. 명란젓을 담가 먹는다.

## 역사
명태의 알인 명란은 17세기 《승정원일기》 "선장(膳狀) 대로 대구알젓을 봉진(封進)하지 않고 명란젓을 봉진(封進)한 일에 대해 강원도(江原道)에서 조사하여 해당 봉관(封官)을 종중추고(從重推考)할 것을 청하는 사옹원(司饔院) 도제조(都提調)의 계"에 다음과 같이 언급된다.
司饔院官員, 以都提調意啓曰, 江原道各殿進上中, 鰱魚卵醢, 代以大口卵醢, 膳狀中書塡, 而以明太卵來納, 事極可駭, 故陪持人推問, 則封進官原州牧使牒報入納文狀內, 監司出巡後, 本營膳狀及所封各官輸送狀俱以大口卵醢, 書塡, 而各其所封官, 一齊皆以明太卵持納封進云, 事甚慢忽, 令本道査覈, 從重推考, 以杜日後之弊, 何如? 傳曰, 允。— 《승정원일기》 124책 효종 3년(1652년) 9월 10일

## 같이 보기
- 연어알